# بحران قرن سوم

تقسیم امپراتوری، ۲۷۱ میلادی.

بحران قرن سوم، هرج و مرج نظامی یا بحران امپراتوری (۲۳۵–۲۸۴ میلادی) دوره ای بود که در آن امپراتوری روم تقریباً فروپاشید. این بحران به دلیل پیروزی‌های نظامی اورلیان و با عروج دیوکلتیان و انجام اصلاحات توسط او در سال ۲۸۴ پایان یافت.
بحران در سال ۲۳۵ با ترور امپراتور الکساندر سوروس توسط سربازان خود آغاز شد. در طول دوره ۵۰ ساله بعدی، امپراتوری شاهد فشارهای ترکیبی تهاجم نظامی بربرها و مهاجرت‌ها به قلمرو روم، جنگ داخلی، شورش‌های دهقانی یا بیگادی و بی‌ثباتی سیاسی، با چندین غاصب در حال رقابت برای قدرت بود. این شرایط منجر به کاهش ارزش (اقتصاد) ارز و فروپاشی اقتصادی شد که طاعون قبرس نیز در این بی‌نظمی نقش داشت. نیروهای رومی با گذشت زمان بیشتر به نفوذ روزافزون مزدوران بربر معروف به فدرالتی متکی شدند. فرماندهان رومی در میدان، اگرچه اسماً برای امپراتوری روم کار می‌کردند، اما به‌طور فزاینده ای مستقل شدند.
در سال ۲۶۸، امپراتوری به سه ایالت رقیب تقسیم شد: امپراتوری گال (شامل استان‌های روم، گال (سرزمین)، بریتانیا (استان روم) و، به‌طور خلاصه، هیسپانیا); امپراتوری پالمیرا (شامل استان‌های شرقی سوریه (استان روم)، مصر (استان روم)); و در بین آنها، امپراتوری روم با مرکزیت ایتالیا.
حداقل ۲۶ مدعی عنوان امپراتور وجود داشت که عمدتاً ژنرال‌های برجسته ارتش روم بودند که قدرت امپراتوری را بر تمام یا بخشی از امپراتوری به دست گرفتند. همین تعداد مرد در این دوره توسط سنای روم به عنوان امپراتور پذیرفته شدند و به همین ترتیب امپراتورهای قانونی شدند. بعدها، اورلیان (۲۷۰–۲۷۵ پس از میلاد) امپراتوری را دوباره به صورت نظامی متحد کرد. بحران با دیوکلتیان و تجدید ساختار حکومت امپراتوری روم در سال ۲۸۴ به پایان رسید. این امر به تثبیت امپراتوری از نظر اقتصادی و نظامی برای ۱۵۰ سال دیگر کمک کرد.
این بحران به تغییرات عمیقی در نهادها، جامعه، زندگی اقتصادی و مذهب در روم باستان منجر شد که به‌طور فزاینده ای توسط اکثر مورخان به عنوان تعریف گذار بین دوره‌بندی اروپای دوران باستان و دوران باستان متأخر تلقی می‌شود.

## دلایل
ریشه برخی از این مشکلات به نوع واگذاری و انتقال قدرت آگوستوس بازمی‌گشت. نخستین امپراتور روم که قصد داشت دلبستگی خود به حکومت را کم ارزش و کم‌اهمیت جلوه دهد، هیچ قانونی برای محدود کردن حقوق جانشینان بعد از خود برجای نگذاشت. پیش از این و در قرن اول و دوم میلادی، اختلاف نظرها و مشاجره‌های بسیاری در مجلس سنا و بر سر این که چه کسی می‌تواند جانشین امپراتور باشد، صورت گرفته بود، اما در قرن سوم این جنگ‌های داخلی بر سر کسب قدرت، تبدیل به یک عامل دائمی و همیشگی شد، به طوری که هیچ نامزد به تنهایی نمی‌توانست بر رقبای خود پیروز شود و وارث تاج و تخت شود یا اینکه موقعیت خود را به عنوان امپراتور برای مدت طولانی حفظ کند. برای نمونه اولین جنگ داخلی بر سر تاج و تخت در قرن سوم در تاریخ می‌توان به پسران سپتیمیوس سوروس از همسر موردعلاقه سوری نژادش جولیا دومنا به نام کاراکالا و گتا اسم برد، که با مرگ پدرشان به‌طور یکسان به عنوان امپراتوران مشترک امپراتوری روم در کنار مادرشان جولیا دومنا که بر آنها نفوذ کاملی داشت تبدیل شدند، اما این دو به‌طور جدی و سخت با هم مشکل داشتند و حاضر به برابری قدرت خود نشودند. آنها برای نگهداشتن قدرت رو به سنا و ارتش آوردند، به ویژه نظامیان زیرا ارتش برای وفاداری به رشوه‌های بزرگتر و سنگین تری نیاز داشت. سپتیمیوس سوروس، دستمزد لژیونرها را بالا برد و کمک مالی قابل توجهی به نیروها داد. افزایش زیاد و مداوم هزینه‌های نظامی برای همه جانشینان وی مشکلاتی ایجاد کرد. پسرش کاراکالا مطابق توصیه پدرش برای حفظ وفاداری ارتش خود، حقوق سالانه را افزایش داده و مزایای زیادی را برای ارتش به ارمغان آورد، و تقسیم امپراتوری به بخشهای شرقی و غربی را با برادرش گتا در نظر گرفت. برای کاهش تعارض در حکومت مشترک آنها و از بین رفتن مشکلات خانوادگی‌شان. اما با مداخله روزمره و نفوذ عمده و قدرتمندی که مادرشان، جولیا دومنا هم بر آنها و هم‌بر کل امپراتوری داشت، این تقسیم امپراتوری در هیج صورت امکان‌پذیر نبود و جولیا اجازه این اقدام را به آنها نداد.
اوضاع امپراتوری روم در سال ۲۳۵ وخیم شد. بسیاری از سپاهیان روم در طی کارزار قبلی علیه مردم ژرمنی که به شمال غربی مرزها حمله می‌کردند، شکست خورده بودند، در حالی که امپراتور الکساندر سوروس به در درجه اول بیشتر در مورد خطرات امپراتوری ساسانی نگران بود. امپراتور به توصیه مادرش جولیا مامیا با هدایت نیروهای خود شخصاً به دیپلماسی متوسل شدند و خراج را پذیرفتند تا به جای تسخیر نظامی، سریعاً سرداران ژرمنی را آرام کنند. از نظر هرودین این احترام سپاهیان خود را برای الکساندر سوروس هزینه کرد، زیرا وی ممکن است احساس کند مجازات شدیدتری برای قبایل نفوذی در قلمرو روم لازم است. سپاهیان الکساندر سوروس و مادر مداخله گر و قدرتمند وی جولیا مامیا را ترور کردند و امپراتور جدید را ماکسیمینوس ترکس فرمانده یکی از لژیونهای حاضر اعلام کردند.
ماکسیمینوس اولین امپراتورهای پادگان بود - حاکمانی که بدون داشتن تجربه سیاسی، جناح حامی، اجداد برجسته یا ادعای وراثتی تاج و تخت امپراتوری توسط سربازان ارتقا یافتند. همان‌طور که حکومت آنها به قدرت نظامی و کلیت به ارتش متکی بود، آنها به عنوان جنگ سالاران متکی به ارتش برای حفظ قدرت عمل می‌کردند. ماکسیمینوس به مبارزات در آلمان ادامه داد اما تلاش کرد تا اقتدار خود را بر کل امپراتوری اعمال کند. سنا از پذیرش دهقانی به عنوان امپراتور ناراضی بود. این باعث آشوب به عنوان آشفته سال شش امپراتور شد که طی آن همه مدعیان اصلی کشته شدند: در سال ۲۳۸ شورشی در آفریقا به رهبری گوردیان اول و گوردیان دوم آغاز شد، که به زودی توسط سنای روم پشتیبانی شد. اما این با کشته شدن گوردیان دوم و خودکشی گوردیان یکم به سرعت شکست خورد. سنا، از ترس خشم امپراتوری، دو نفر از آنها را به عنوان هم امپراتور بزرگ‌تر ساخت، پوپینوس و بالبینوس با نوه گوردیان اول، گوردیان سوم به عنوان سزار. ماکسیمینوس به رم لشکر کشید اما توسط لژیون دوم پارتیکا وی ترور شد و متعاقباً پوپینوس و بالبینوس توسط گارد پرتورین کشته شدند.
در سالهای بعد، ژنرالهای زیادی از ارتش روم برای کنترل امپراتوری با یکدیگر جنگیدند و از وظایف خود در دفاع از آن در برابر حمله غافل شدند. حملات مکرر قبایل خارجی، از جمله کارپس، گوتیان، وندال‌ها و آلامان‌ها (قبیله ژرمن) و حملات ساسانیان در شرق به مرزهای راین و دانوب صورت می‌گرفت. تغییرات آب و هوایی و بالا آمدن سطح دریا باعث اختلال در کشاورزی کشورهای کم حاشیه شد و قبایل ساکن در منطقه را مجبور به مهاجرت به سرزمین‌های روم کرد. اختلالات بیشتر در سال ۲۵۱، هنگامی که طاعون سیپریان (احتمالاً آبله) رخ داد، ایجاد شد. این آفت باعث مرگ در مقیاس وسیع شد، امپراتوری را به شدت تضعیف کرد. در سال ۲۶۰ وقتی امپراتور والریان در جنگ توسط ساسانیان اسیر شد (بعدا در اسارت درگذشت) اوضاع بدتر شد.

## بحران

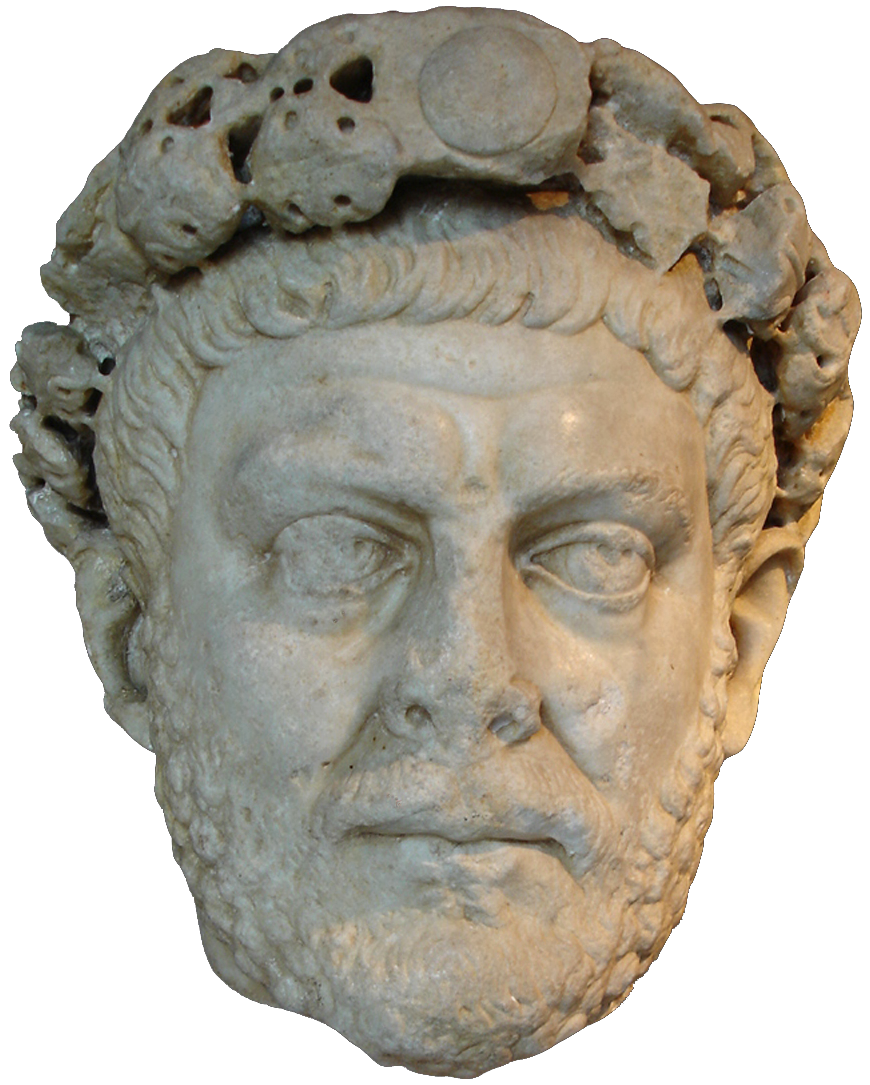
امپراتور دیوکلتیان، با آغاز سلطنت او در ۲۸۴ میلادی بحران قرن سوم پایان یافت.

بین سال‌های ۲۳۵ تا ۲۸۴ میلادی، بیش از ۲۵ امپراتور مختلف، بر روم حکومت کردند که همگی آن‌ها جز دو تن یا به قتل رسیدن یا در میدان جنگ کشته شدند. در این دوران، ترکیب و سازماندهی ارتش روم که بیشتر در مرزهای شمالی و شرقی متمرکز شده بود، دیگر نمی‌توانست برای سرکوب حملات خارجی چاره ای بیندیشد. کاهش مشارکت شهروندان در ادارهٔ حکومت محلی نیز امپراتوران را نیز مجبور به مداخله کرد و به این ترتیب مسئولیت دولت مرکزی آرام آرام افزایش یافت. این دوره با امپراتوری دیوکلتیان پایان یافت. دیوکلتیان یا با مهارت و چیره‌دستی یا صرفاً با خوش شانسی، بسیاری از مشکلات حاد و شدید را که خود آنها را تجربه کرده بود، حل کرد. با این وجود مشکلات اصلی حل نشدند و سرانجام باعث خرابی و ویرانی در امپراتوری غربی شدند. تحولات این دوره، شروع عصر طلایی زودگذر و پایان دوران باستانی روم بود.

## بحران و مسیحیت
زمانی بین ۲۴۸ و ۲۶۸ پس از میلاد، تاریخ روم مجموعه ای از شکست‌های سنگین را به خود دید. سیستم مرزی فرو ریخت. در مقطعی امپراتوری روم تکه‌تکه شد اما موفقیت امپراتورهای بعدی در کنار هم قرار دادن قطعه‌های جدا شده، مانع از آن شد که در پایان این دوره بحرانی امپراتوری روم نابود شود.
در داخل نیز هرج و مرج سیاسی کامل وجود داشت. این نیم قرن ۲۱ امپراتور منصوب مشروع و ۳۸ غاصب داشتند و شاهد ترورهای پی‌درپی امپراتورها و غاصبان امپراتوری بود. کسی نبود که امپراتوری را به اندازه کافی طولانی یا به اندازه کافی شایستگی رهبری کند تا بتواند در میان مجموعه ای از شرایط فوق‌العاده ویرانگر ثبات ایجاد کند.‏
==== مشروعیت الهی ==== ناکامی‌ها و شکست‌های رومیان این ظن را در بین مردم به وجود آورده بود که خدایان از آنها به خوبی حمایت نمی‌کنند و میل به پیدا کردن یک راه نجات تازه رواج پیدا کرده بود بنابراین به‌طور پنهانی اربابان شروع به پیوستن به بردگان خود و شوهران شروع به پیوستن به زنان خود به مسیحیت کردند.
با چالش گسترش مسیحیت، این احساس رو به رشد بود که خدایان رومی ناراضی هستند. البته دلایل زیادی برای این بلایای مختلف وجود داشت اما بسیاری از مردم باستان به دین متوسل شدند و عقیده داشتند که دلیل بلاها از بالاست، خدایان خوشحال نیستند هرچند مشخص نیست که اکثر اعضای نخبه اشراف، از جمله امپراتوران روم، شخصاً چنین اعتقادی داشتند. برخی تقریباً به‌طور قطع آن را خرافات بی‌اساس می‌دانستند اما یا به دلیل اعتقادهای مذهبی شخصی خود، یا به دلیل اینکه آنها فایده سیاسی پذیرش چنین مفروضی و برداشت‌های گسترده را می‌دیدند، منجر به آزار و اذیت نسبتاً جدی مسیحیان شد. بسیاری از پوپولیست‌ها تصور می‌کردند که بخشی از مصیبت‌ها به خشم خدایان از وجود مسیحیان سرچشمه می‌گیرد.
در طول بحران‌های مختلف امپراتوری روم در قرن سوم، صرف‌نظر از وفاداری به اعمال یا نظام‌های اعتقادی خاص «معاصران مستعد رمزگشایی هر بحرانی با عبارت‌های مذهبی بودند». مسیحیت پایه سنتی حمایت از خود را، از افراد ناتوان و ضعیفی در جامعه گرفت، که به نظر می‌رسید هیچ سهم مذهبی در رفاه دولت روم نداشتند، و بنابراین موجودیت آن را تهدید می‌کردند.
والرین (مرگ ۲۶۰ میلادی) مسیحیت را به‌عنوان یک فرقه بیگانه خاص خودخواه و خرابکار معرفی کرد، گردهمایی پیروان آن را غیرقانونی اعلام کرد و از مسیحیان خواست که برای خدایان سنتی روم قربانی کنند. در فرمان دیگری، او مسیحیت را به عنوان تهدیدی برای امپراتوری توصیف کرد - دفاعیات مسیحی سرنوشت نهایی والرین - اسارت و مرگ شرم‌آور او را در ایران به عنوان قضاوت الهی تفسیر کردند. در طی چهل سال بعدی اوضاع بین مسیحیان و دولتمردان روم صلح‌آمیز بود. کلیسای مسیحی قوی‌تر شد و ادبیات و الهیات آن وجهه اجتماعی و فکری بالاتری به دست آورد. امپراتوری روم نیز خواستار هماهنگی میان سربازان خود شد، امپراتوری و مرزهای آن را تثبیت کرد و با موفقیت یک شکل رسمی و یونانی از کیشی برای سول اینویکتوس پالمیرایی را در پردیس مارتیوس شهر رم به بنیاد نهاد.
امپراتور دیوکلتیان در زمانی بحرانی به قدرت رسیده بود. قیمت کالاها به سرعت در حال افزایش بود، قبایل آلمانی بخش غربی امپراتوری را تهدید می‌کردند و امپراتوری ایران از طرف شرق حمله می‌کرد. دیوکلتیان نخست قیمت‌ها را کنترل کرد و تعداد ارتش را دو برابر کرد سپس برای اداره آسانتر امپراتوری، آن را به دو بخش تقسیم کرد: شرق یونانی زبان و غرب به زبان لاتین. دیوکلتیان که به وفاداری مسیحیان به دولت روم مشکوک بود، در سال ۲۹۷، شروع به آزار و اذیت آنها کرد. او از همه سربازان مسیحی خواست که از ارتش روم استعفا دهند و تجمع برای عبادت مسیحی را ممنوع کرد و دستور داد کلیساها و نوشته‌های مقدس را تخریب کنند. اعضای مسیحی دولت شکنجه و اعدام شدند. پس از آن قیام‌های مسیحی در بخش‌های شرقی امپراتوری - جایی که مسیحیت قوی‌ترین بود - رخ داد. اسقف‌ها و کشیشان دستگیر، شکنجه و به شهادت رسیدند. در سال ۳۰۴، روم فرمان داد که همه مسیحیان برای خدایان پاگان قربانی کنند یا با مرگ روبرو شوند.
پس از بازنشستگی دیوکلتیان در سال ۳۰۵، جنگ داخلی برای تعیین جانشین او درگرفت و تقریباً یک دهه ادامه داشت. با این حال، آزار مسیحیان ادامه یافت. گالریوس، جانشین منتخب دیوکلتیان، از مسیحیان متنفر بود و جنگی برای نابودی آنها در امپراتوری شرقی ترتیب داد اما سرانجام گالریوس وقتی دید که تلاش‌های او برای از بین بردن دین مسیحیت ناکام مانده‌است، ناامید شد.